# Льєзький фортифікаційний комплекс
Льєзький фортифікаційний комплекс (фр. position fortifiée de Liège [PFL]) — система фортифікаційних споруд на території Королівства Бельгії, яка була збудована напередодні Першої світової війни для блокування ймовірного коридору проходу імперської армії Німеччини крізь країну до північної Франції. З вторгненням кайзерівських військ до Бельгії форти оборонного комплексу затримали їхнє просування максимум на тиждень. Тому, після завершення світового конфлікту бельгійська влада вирішила удосконалити міць та наростити кількість оборонних споруд, додавши до існуючих фортів ще низку новітніх, найсучасніших на тої час фортець. Проголошений королем Бельгії Леопольдом III нейтралітет був марною спробою запобігти ще одного вторгнення німецьких орд. Проте, з початком Французької кампанії, майже весь комплекс найпотужніших споруд був нейтралізований протягом лічених днів.

## Історія
Перші форти по периметру Льєжа були побудовані за проектом відомого бельгійського генерала-інженера Анрі Бріальмона. Фортифікаційний комплекс з 12 фортець оточував підступи до міста на відстані до 7 км від центру Льєжа. На думку проектувальника наявність такого потужного оборонного комплексу змушувала німців та французів утримуватися від думки перетворити територію Бельгії на арену своїх битв. Тому, Льєзький фортифікаційний комплекс будувався з розрахунку протистояти вторгненню німецької армії, а Намюрський фортифікаційний комплекс — французам.

### Форти генерала Бріальмона
- Форт Бачон[en]
- Форт д'Евен'ї[en]
- Форт Флеро[en]
- Форт Шодфотен[en]
- Форт д'Ембо[en]
- Форт Бонселе[en]
- Форт Флемаль[en]
- Форт Алогонь[en]
- Форт Лонсін[en]
- Форт Лантін[en]
- Форт Льєр[en]
- Форт Понтісе[en]

### Форти побудовані перед Другою світовою
- Форт Ебен-Емаель
- Форт Обен-Нефшато
- Форт Батіс
- Форт Танкремон